# Bombardiere B

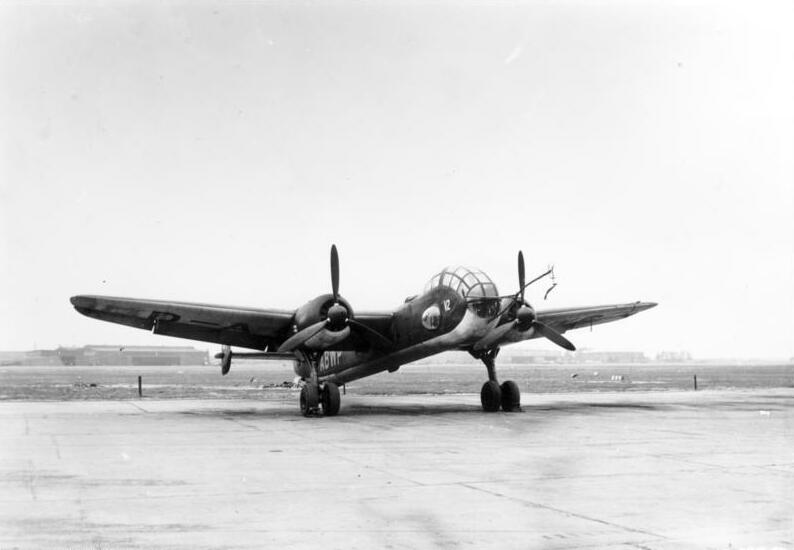
Lo Junkers Ju 288 V2 (Secondo prototipo dello Ju 288)

Nel luglio 1939 il Technisches Amt del Reichsluftfahrtministerium emise una specifica, denominata "Bomber B", relativa alla realizzazione di un velivolo da bombardamento medio per sostituire i bimotori allora in servizio nei Kampfgeschwader della Luftwaffe (He 111, Do 17 e Ju 86) o in fase di immissione ai reparti (Ju 88).
Tale programma doveva integrarsi con quello per un bombardiere strategico (designato Bomber A), allora in fase di sviluppo.

## Storia

### Progettazione e sviluppo
La specifica emessa dal Technisches Amt era molto esigente, infatti si richiedeva un bombardiere medio capace di operare sia di giorno che di notte ed idoneo al volo ad alta quota. La velocità massima doveva essere di circa 670 km/h, ottenuta grazie a due supermotori allora in fase di sviluppo. I propulsori in linea prescelti per equipaggiare il velivolo erano il Daimler-Benz DB 604 e lo Junkers Jumo 222. Questi propulsori, ancora in fase di messa a punto, erano dotati di differente architettura e disponevano di 24 cilindri, raffreddati a liquido. La fusoliera doveva essere pressurizzata per poter raggiungere un'elevata quota di tangenza. Il carrello d'atterraggio era triciclo, posteriore, con le gambe principali retrattili nella parte posteriore delle gondole motori. Il ruotino di coda era anch'esso retrattile. L'equipaggio previsto era formato da 3 persone, alloggiate in una cabina pressurizzata. L'aereo doveva disporre di un pesante armamento difensivo, su più torrette telecomandate, ognuna dotata di quattro-sei mitragliatrici MG 81 calibro 7,92 mm. Il carico bellico offensivo massimo doveva raggiungere i 3.000 kg.
Tale specifica, sia dal punto di vista delle prestazioni che della complessità tecnica, unita al fatto che i due propulsori erano ancora in fase di sviluppo, rendeva il programma particolarmente impegnativo e dai tempi tecnici abbastanza lunghi. I bombardieri in servizio con la Luftwaffe all'inizio della seconda guerra mondiale (Heinkel He 111, Dornier Do 17 e Junkers Ju 88) cominciavano infatti a risentire della loro anzianità ed impostazione progettuale.
Al bando di concorso risposero la Arado Flugzeugwerke GmbH, la Dornier-Werke GmbH, la Focke-Wulf Flugzeugbau AG, la Henschel Flugzeugwerke AG e la Junkers GmbH.

### Prototipi
La Arado presentò la proposta Ar 340 (o E 340), un bimotore a travi di coda e carlinga centrale. Tale progetto venne scartato dal Tecnisches Amt nel 1940, ancora in fase di studio dei progetti. Infatti non ne fu ordinato alcun prototipo.
Sia la Focke Wulf che la Junkers ottennero l'ordinazione di prototipi dei rispettivi velivoli proposti, da usarsi per prove comparative.
Il progetto del Fw 191 venne completato il 16 luglio 1940. Esso prevedeva configurazioni dotate di due propulsori Junkers Jumo 222 o Daimler-Benz DB 610. Ne venne proposta anche una versione quadrimotore, designata Fw 191C. Il Reichsluftfahrtministerium ne ordinò due prototipi, il primo dei quali, Fw 191 V1, volò per la prima volta il 18 marzo 1941, seguito a breve termine dal secondo esemplare. I primi Fw 191 presentarono diversi problemi tecnici all'impianto elettrico, che azionava ogni sistema di bordo, e fenomeni di flutter alle alette Multhopp.
La proposta Dornier diede vita al Do 317. Il Reichsluftfahrtministerium ordinò alla ditta di portare avanti il programma senza alcuna priorità, considerandolo una misura di cautela in caso di fallimento dei tipi selezionati. Il simulacro del bombardiere venne esaminato dal Tecnisches Amt il 17 ottobre 1940. Per la sua motorizzazione vennero considerati diversi tipi di propulsori: Daimler-Benz DB 603, Daimler-Benz DB 604, Junkers Jumo 222 e BMW 802. Ne fu realizzato un solo prototipo, Do 317 V1 (matricola VK+IY) che andò in volo per la prima volta l'8 settembre 1943. Tuttavia tra il luglio e l'agosto dello stesso anno era stata disposta la chiusura della fase di sviluppo del velivolo, con la demolizione dei componenti realizzati per l'allestimento del secondo prototipo.
Il prototipo dello Ju 288, poi dichiarato vincitore, fu allestito prima del suo diretto rivale Fw 191. Il simulacro di tale aereo, progettato sotto la direzione dell'ingegner Heinrich Hertel, venne esaminato dal Tecnisches Amt il 29 maggio 1940. Pochi giorni dopo la Junkers ricevette un ordine per tre prototipi, ma già dal febbraio 1940 era in corso la lavorazione del primo esemplare, Ju 288 V1.
L'aereo venne completato nell'autunno del 1940 e, dopo essere stato sottoposto ad un breve ciclo di prove al suolo, volò per la prima volta il 29 novembre 1940.